# Corpo de exército
Um corpo de exército (pré-AO 1990: corpo-de-exército) constitui uma grande unidade militar, tradicionalmente composta por duas ou mais divisões, além de tropas de corpo, totalizando um efetivo médio de 20 000 a 80 000 militares. Dois ou mais corpos de exército poderão formar um exército.
No âmbito militar, o simples termo "corpo" pode também referir-se a um corpo de exército ou alternativamente pode referir-se genericamente a qualquer outro tipo de unidade ou ao conjunto dos órgãos e do pessoal que constituem uma arma, serviço, especialidade ou grupo profissional dentro um exército.

## História
Como grande unidade, o corpo de exército foi criado por Napoleão Bonaparte, que o utilizou, pela primeira vez, na Campanha da Áustria em 1805, como subdivisão do seu Grande Armée (Grande Exército). Até ao final do século XVIII, os grandes exércitos em campanha não se subdividiam em unidades maiores que a brigada, tornando-se difíceis de coordenar, de manobrar e de abastecer. Cada corpo de exército introduzido por Napoleão agrupava várias divisões do Grande Armée, formando uma grande unidade interarmas comandada por um marechal. Os corpos de exército eram suficientemente pequenos para viverem dos recursos das regiões por onde passavam, podiam seguir itinerários diferentes uns dos outros, não necessitando assim de uma logística pesada, o que lhes permitia obter maior mobilidade. Ao mesmo tempo, estando separados por menos de um dia de marcha, os vários corpos de um exército poderiam rapidamente concentrar-se sobre um ponto decisivo, no âmbito de uma grande batalha. Este conceito de descentralização das forças - seguida da sua concentração para o combate -  foi validado pelas vitórias de Austerlitz em 1805, seguida das de Jena e de Auerstaedt.
Na sequência do aumento dos efetivos dos exércitos ocorrido no século XIX, altura em que se transformaram em exércitos de massas compostos em grande parte por conscritos, o corpo de exército torna-se uma subdivisão permanente de alguns deles, muitas vezes especializando-se e perdendo o caráter de grande unidade interarmas. Passam assim a existir corpos de cavalaria e - mais tarde já no século XX - corpos blindados, corpos aerotransportados e até corpos de artilharia.
Durante as Primeira e a Segunda guerras mundiais, em virtude da elevada escala do combate e dos enormes efetivos envolvidos, múltiplos corpos foram combinados em exércitos e estes agrupados em grupos de exércitos.
Na maioria dos exércitos onde existe, um corpo de exército é composto por várias divisões e comandado por um oficial general que, conforme o país, pode ter um posto designado "general de corpo de exército", "general de exército", "tenente-general" ou "general". Tradicionalmente, os corpos de exército são numerados ordinalmente, com o número escrito em numeração romana (ex.: diz-se "sétimo corpo de exército" e escreve-se "VII Corpo de Exército").

## Corpos de exército por países

### Brasil
Durante a Guerra do Paraguai o Exército Brasileiro constituiu três corpos de exército. Durante a Segunda Guerra Mundial as três divisões de cavalaria foram agrupadas num corpo, sediado em Alegrete e existente de 1944 a 1946. Atualmente não existe o escalão corpo de exército.

### EUA

Emblema do XVIII Corpo Aerotransportado dos EUA.

Os primeiros corpos de exército do Exército dos EUA foram oficialmente legalizados durante da Guerra Civil Americana por um ato do Congresso de 17 de julho de 1862. No entanto, antes deste ato, já o major-general George McClellan tinha estabelecido seis corpos dentro do seu Exército do Potomac. Anteriormente, os agrupamentos de várias divisões eram conhecidos por outros nomes como "alas" ou "grandes divisões", apesar do termo "corpo de exército" também ser ocasionalmente utilizado. Durante a Guerra Civil, os corpos eram significativamente menores que os atuais, sendo normalmente comandados por majores-generais, compostos por duas a seis divisões (normalmente três) e incluindo um efetivo de 10 000 a 15 000 homens. Apesar de designados com os mesmos números utilizados pelos atuais corpos do Exército dos EUA, não existe uma linhagem direta entre os 43 corpos federais da Guerra Civil e os corpos com designações idênticas do século XX. No Exército dos Estados Confederados, os corpos foram autorizados em novembro de 1862, sendo comandados por tenentes-generais. Normalmente, eram maiores que os seus correspondentes do Exército unionista, uma vez que as suas divisões continham mais brigadas, cada uma das quais contendo mais regimentos. Por exemplo, todos os corpos confederados presentes na Batalha de Gettysburg excediam os 20 000 homens. Com o decorrer da guerra, contudo, o número de efetivos dos corpos de ambas as partes foi diminuindo acentuadamente devido às baixas. Na designação dos corpos de ambos os lados, os seus números eram normalmente colocados por extenso (ex.: Vigésimo Primeiro Corpo de Exército), prática que é hoje frequentemente ignorada pelos historiadores.
Durante a Primeira Guerra Mundial, as Forças Expedicionárias Americanas (AEF) adoptaram o costume europeu de designar os corpos por números romanos. No âmbito da AEF combateram na Europa nove corpos, agrupados em três exércitos e constituídos por 62 divisões. Na Segunda Guerra Mundial, o Exército dos Estados Unidos empenhou 24 corpos de exército, além de dois corpos "fantasmas" no âmbito das manobras de diversão para a Invasão da Normandia. 
O Exército dos EUA mantém atualmente quatro corpos de campanha ativos. A estrutura de cada corpo deixou de ser permanente, com a maioria das unidades sob o seu controlo a serem-lhe alocadas, sempre que necessário, a título ad hoc. No campo de batalha, o corpo de campanha constitui o nível de força mais elevado a estar realmente empenhado em combate e dedicado a vencer a guerra. Os níveis de comando mais elevados preocupam-se mais com os aspetos administrativos do que com os aspetos operacionais, pelo menos no âmbito da doutrina atual. O corpo proporciona uma direção operacional às forças sob o seu comando. Os corpos são designados por números romanos consecutivos. Os atuais corpos ativos do Exército dos EUA são o I Corpo, o III Corpo, o V Corpo e o XVIII Corpo Aerotransportado, os quais têm origem em quatro dos 24 corpos formados durante a Segunda Guerra Mundial. 
Nas Forças Armadas dos EUA, o termo "corpo" também se refere às entidades administrativas que agrupam determinadas tropas especializadas, como são os casos do Corpo de Engenheiros do Exército e do Corpo de Marines.

### Portugal

Distintivo do Corpo Expedicionário Português.

O único caso em que o Exército Português empenhou uma unidade de escalão corpo de exército em combate foi durante a Primeira Guerra Mundial, altura em que o Corpo Expedicionário Português (CEP) combateu na Frente Ocidental. Sendo inicialmente organizado como uma divisão reforçada, o CEP acabou por ser transformado num corpo de exército com duas divisões e um efetivo total de cerca de 55 000 soldados. Na Flandres, o CEP ficou responsável por um setor aliado da Frente Ocidental, sob o comando do Primeiro Exército Britânico. Apesar de ter sido quase totalmente destruído na Batalha de La Lys, o CEP ainda participou, com as suas unidades restantes, na ofensiva final aliada. Além do CEP, o Exército Português também enviou para a Frente Ocidental, o Corpo de Artilharia Pesada Independente (CAPI) que, no entanto, era apenas uma unidade de escalão regimento.
Durante a Segunda Guerra Mundial, o Exército Português levantou um corpo de exército com três divisões, que, em 1943, se concentrou em manobras na região do Cartaxo a fim de defender Lisboa de um possível ataque alemão, eventualmente lançado a partir de Espanha.
Na década de 1950, Portugal comprometeu-se perante a OTAN a enviar um corpo de exército para defesa do Sul da França, em caso de invasão soviética. Esse corpo de exército seria também designado "Corpo Expedicionário Português (CEP)". A 1ª Divisão do CEP (Divisão Nun´Álvares) foi ativada em 1953, ficando sediada no Campo Militar de Santa Margarida, sendo, até à sua extinção definitiva em 1976, a maior e mais poderosa unidade do Exército Português em tempo de paz.
A Lei Orgânica do Exército de 1993 previa que, se necessário e na dependência do Comando Operacional das Forças Terrestres, fosse ativado um comando operacional de escalão corpo de exército designado "Comando do Primeiro Corpo do Exército (ICE)". A Lei Orgânica de 2006 deixou de prever a existência daquele corpo de exército.
Nas Forças Armadas Portuguesas, o termo "corpo" também é utilizado para designar o agrupamento administrativo de tropas de uma determinada especialidade, como o atual Corpo de Fuzileiros da Marinha Portuguesa ou o antigo Real Corpo de Engenheiros do Exército. Sobretudo no passado, o termo "corpo" designava genericamente qualquer unidade independente, especialmente os regimentos. O conjunto dos oficiais generais do Exército é designado "Corpo de Oficiais Generais".

### Reino Unido
Atualmente e a título permanente, o Exército Britânico mantém apenas um único comando de corpo de exército para o controlo operacional de forças, o qual é designado "Quartel-General do Corpo de Reação Rápida Aliado" (HQ ARRC). O HQ ARRC resultou da transformação, em 1994, do anterior I Corpo do Exército Britânico do Reno, tornando-se então numa grande unidade multinacional, ainda que o Reino Unido continue a ser a nação esqueleto do corpo, fornecendo a maioria do pessoal para o seu estado-maior. O HQ ARRC foi projetado várias vezes, exercendo o comando das forças terrestres da OTAN durante a Guerra do Kosovo, na Bósnia e Herzegovina e no Afeganistão.
O Exército Britânico tem a capacidade de formar rapidamente um comando de corpo de exército, puramente nacional, se necessário. Antes do HQ ARRC e depois da Segunda Guerra Mundial, a única vez que um corpo de exército britânico foi projetado operacionalmente foi o II Corpo, durante a Crise do Suez.
No Exército Britânico, também são designadas "corpos" quase todas as armas e serviços, que não a infantaria e a artilharia. Exemplos, são o Corpo de Engenheiros Reais, o Real Corpo de Sinais e o Corpo Logístico Real. A maior parte destes corpos constitui um único regimento administrativo, composto por múltiplos batalhões ou regimentos táticos.

### União Soviética
Na antiga União Soviética, antes da Segunda Guerra Mundial, existiam corpos de fuzileiros e corpos mecanizados, que correspondiam aproximadamente aos corpos de exército ocidentais, sendo os primeiros composto por três divisões de fuzileiros e os segundos por duas divisões de tanques e uma de fuzileiros motorizados. Os vários corpos agrupavam-se em exércitos. 
Com o início da guerra, no entanto, a estrutura superior das forças soviéticas - que recentemente tinha sofrido as purgas estalinistas - foi incapaz de controlar as grandes unidades organizadas segundo aquela forma. Os exércitos e os corpos foram então fundidos em exércitos mais pequenos, os quais se agrupavam em frentes. Os corpos de fuzileiros foram, no entanto, re-estabelecidos durante a guerra, depois dos comandantes soviéticos terem ganho experiência no controlo de grandes unidades. Apesar dos novos corpos de fuzileiros manterem uma estrutura semelhante à de antes da guerra, isso não acontecia com os novos corpos mecanizados que se dividiam diretamente em brigadas, sem uma estrutura divisionária intermédia. Por isso, eram informalmente referidos como "baldes de brigadas".
Depois do final da guerra, os corpos mecanizados foram reclassificados como divisões. No âmbito das reformas militares do final da década de 1950, a maioria dos corpos foi novamente extinta, para serem criados em seu lugar os novos exércitos de armas combinadas e exércitos de tanques. Foram, no entanto, mantidos alguns corpos, organizados como exércitos de menor efetivo. 
Nas Forças Aéreas Soviéticas, o corpo aéreo constituía a unidade de escalão equivalente ao corpo das Forças Terrestres. Cada corpo aéreo agrupava três divisões aéreas, com vários corpos a agruparem-se num exército aéreo.